# 單向函數
单向函数（One-way function）是一种具有下述特点的单射函数：对于每一个输入，函数值都容易计算（多项式时间）；但是对于一个随机的函数值，算出其对应的输入却比较困难（无法在多项式时间内使用确定性图灵机计算）。
单向函数是否存在仍然是计算机科学中的一个开放性问题。事实上，如果单向函数存在，将证明复杂性类P/NP问题中，P不等于NP。:ex. 2.2, page 70与之相对，P不等于NP的假设并不能直接推出单向函数的存在。
实践中，常将“容易计算”和“不容易计算”定义为“对于合法用户容易计算，对于恶意用户不容易计算”。从这个意义上，密码散列函数可以被当作单向函数。这是因为，虽然单向函数可能根本不存在，也无人能证明一个散列函数真的是单向函数，但也无人发现可以在合理时间内破解它们的实用算法。

## 理论定义
函数f: {0, 1}* → {0, 1}* 是一个单向函数当且仅当f可以用一个多项式时间的算法计算，但是对于任意一个以x为输入的随机化多项式算法A，任意一个多项式p(n)，和足够大n,使得
{\displaystyle Pr_{x\in \{0,1\}^{n}}[f(A(f(x)))=f(x)]<{\frac {1}{p(n)}}}